# Bahn frei!
Bahn frei! (Originaltitel: A Question of Honor) ist ein US-amerikanisches Stummfilmdrama aus dem Jahr 1923 von Edwin Carewe mit Anita Stewart in der Hauptrolle, die den Film auch mitproduzierte. Das Drehbuch basiert auf der Kurzgeschichte A Question of Honor von Ruth Cross.

## Handlung
Anne Wilmot und ihre Tante Katherine verlassen die Fifth Avenue, um nach Arizona zu fahren und einen Monat in der Hütte ihres Verlobten Leon Morse in den Bergen in der Nähe eines riesigen Wasserkraftprojekts zu verbringen. Leon ist entschlossen, ein Wegerecht über das Gelände des Staudamms für seine Eisenbahn zu erhalten, aber Bill Shannon, der Bauunternehmer, sieht das anders. Anne lernt Bill kennen, als er sie aus einer gefährlichen Lage auf einem Felsen rettet, der durch das steigende Wasser eines Bachs gefährdet ist. Seine rechte Hand Sheb warnt Bill vor allen Frauen, aber er gibt Anne etwas zu essen, als sie vorgibt, hungrig zu sein, und lässt sie dann das Geschirr spülen. 
Charles Burkthaler, der von Leon angeheuert wird, um den Damm zu zerstören, postiert seine Männer an entscheidenden Stellen. Anne informiert Bill über den Plan und durchschneidet das Sprengkabel, um Burkthalers Männer daran zu hindern, den Damm zu sprengen. Allerdings wird ein Tunnel zerstört und Anne wird unter den Trümmern verschüttet. Sheb findet sie und bringt sie zu Bills Hütte. Bill erfährt, dass sie ihre Verlobung mit Leon gelöst hat und sagt, dass er zufrieden ist, sein Leben mit ihr zu verbringen.

## Hintergrund
Gedreht wurde der Film Im Juni 1921.
William S. Darling oblag die künstlerische Leitung. 
Da keine Kopien der sieben Filmrollen existieren, gilt der Film als verschollen.

## Veröffentlichung
Die Premiere des Films fand am 11. März 1922 in Chicago statt. 1925 kam er im Deutschen Reich in die Kinos.

## Kritiken
Im Magazin Exhibitors Herald wurde der Film als erstklassiges Freiluftdrama, voller Action, sorgfältig und aufrichtig gespielt von einer gut ausgewählten Besetzung bearbeitet.